# Оберндорф-бай-Зальцбург
Оберндорф-бай-Зальцбург — місто в австрійській землі Зальцбург. Місто належить округу Зальцбург-Умгебунг. 
Оберндорф-бай-Зальцбург на мапі округу та землі.

## Демографія
Історична динаміка населення міста за даними сайту Statistik Austria

## Видатні особи
- Людвіг Пайшер - австрійський дзюдоїст.

## Виноски
1. ↑   www.oberndorf.co.at
2. ↑  Gemeindedaten von Oberndorf bei Salzburg